# フロスティ・ザ・スノーマン
「フロスティ・ザ・スノーマン」 (英語: Frosty the Snowmanあるいは英語: Frosty the Snow Man)は、ウォルター・「ジャック」・ロリンズとスティーヴ・ネルソンが作曲し、ジーン・オートリーとキャス・カウンティ・ボーイズが1950年に最初に録音したのち、ジミー・デュランテが同年にシングルとしてリリースした有名なクリスマスソングである。「フロスティ」は「霜でおおわれた」という意味だが、ここでは「スノーマン」こと雪だるまの名前になっており、「雪だるまのフロスティ」というような意味のタイトルである。
ジーン・オートリーが録音した「赤鼻のトナカイ」が前年にヒットした後に作曲された。ロリンズとネルソンは新しい曲をオートリーに贈り、また季節の曲を歌いたいと思って探していたオートリーが「フロスティ・ザ・スノーマン」を録音した。「赤鼻のトナカイ」同様「フロスティ・ザ・スノーマン」はのちに他のメディア作品に翻案され、ランキン/バス・プロダクションズが作ったテレビのスペシャル番組『フロスティ・ザ・スノーマン〜温かい雪だるま』は有名である。キャラクターとしてのフロスティ・ザ・スノーマンに付属する権利はワーナー・ブラザースが持っている。しかしながら、テレビ番組が非常によく知られているため、キャラクターの商品化については通常、このスペシャル番組の権利を現在保有しているドリームワークス・クラシックスと連携してライセンスが運営されている。

## 楽曲の内容
歌の内容は、子供達の一団が魔法のシルクハットを見つけてかぶせたところ、雪だるまのフロスティに命が吹き込まれたというお話を語るものである。フロスティは自分を作った子供達と一緒に街を歩き、交通整理をする警官が歩行者に止まるように命じた時に横断歩道で一度止まっただけで、それ以外は楽しく歩き回る。フロスティは最後に子供達にさよならを言い、いつかまた帰ってくると約束してなぐさめる。オートリーの原曲ではフロスティが行ってしまう理由は説明されていないが、後のバージョンでは太陽が熱いせいだということになっている。
一般にクリスマスソングと見なされているが、原曲の歌詞はクリスマスの祝日について何も言及していない。1969年のランキン/バスのテレビ番組で使われた版などでは、歌詞にクリスマスへの言及が付け加えられている。この曲のモデルになった場所はニューヨーク州のホワイト・プレインズかアーモンクあたりだと言われており、アーモンクでは毎年、フロスティのためのパレードが行われる。

## 主な録音
オートリーが録音した後、すぐにジミー・デュランテ、ナット・キング・コール、ガイ・ロンバルドなどによりカバーされた。ナット・キング・コールとガイ・ロンバルドのバージョンはアメリカでチャートインしている。
他には、パートリッジ・ファミリー、ペリー・コモ、ジャン&ディーン、エラ・フィッツジェラルド、ビング・クロスビー、ジョニー・マティス、ザ・ロネッツ、キンバリー・ロック、ジャクソン5、ウィリー・ネルソン、ホイットニー・ウォウラニン、1910フルーツガム・カンパニー、コクトーツインズ、フィオナ・アップル、カナディアン・ブラスなど多数のミュージシャンがカバーしている。

## チャート
| ジーン・オートリー版   | ジーン・オートリー版 |
| チャート (1950)        | 最高順位             |
| ---------------------- | -------------------- |
| USポップシングルズ     | 7                    |
| USカントリーシングルズ | 4                    |

| ジミー・デュランテ | ジミー・デュランテ |
| チャート (1950)    | 最高順位           |
| ------------------ | ------------------ |
| USポップシングルズ | 7                  |

| ナット・キング・コール版 | ナット・キング・コール版 |
| チャート (1950)          | 最高順位                 |
| ------------------------ | ------------------------ |
| USポップシングルズ       | 9                        |

| ガイ・ロンバルド版 | ガイ・ロンバルド版 |
| チャート (1950)    | 最高順位           |
| ------------------ | ------------------ |
| US Pop Singles     | 28                 |

| ペリー・コモ版     | ペリー・コモ版 |
| チャート (1957)    | 最高順位       |
| ------------------ | -------------- |
| USポップシングルズ | 74             |

| ジャン&ディーン版  | ジャン&ディーン版 |
| チャート (1963)    | 最高順位          |
| ------------------ | ----------------- |
| USポップシングルズ | 11                |

| ジョニー・マティス版       | ジョニー・マティス版 |
| チャート (2003)            | 最高順位             |
| -------------------------- | -------------------- |
| USアダルトコンテンポラリー | 29                   |

| キンバリー・ロック版                       | キンバリー・ロック版 |
| チャート (2007)                            | 最高順位             |
| ------------------------------------------ | -------------------- |
| USホットアダルトコンテンポラリートラックス | 1                    |
| カナディアンアダルトコンテンポラリー       | 40                   |
| ビルボードトップACソングズ2008             | 46                   |

| ホイットニー・ウォウラニン版 | ホイットニー・ウォウラニン版 |
| チャート (2012)              | 最高順位                     |
| ---------------------------- | ---------------------------- |
| USアダルトコンテンポラリー   | 13                           |

## 翻案

### 本
1950年にリトル・ゴールデン・ブックスがアニー・ノース・ベッドフォード翻案、コリーン・マルヴァーン絵のFrosty the Snow Manという子供の本を刊行している。

### 短編映画
1954年にユナイテッド・プロダクションズ・オブ・アメリカスタジオがモノクロで3分間の短編アニメーション映画を作った。ア・カペラでジャズアレンジの歌が使われている。1955年以降毎年WGNで放送されており、シカゴを中心にクリスマスの定番となっている。

### テレビアニメ
1969年にランキン/バスが25分のクリスマステレビスペシャルである『フロスティ・ザ・スノーマン〜温かい雪だるま』を制作した。一部は日本の虫プロダクションが作成している。 アーサー・ランキン・Jrとジュールズ・バスが監督・製作をつとめ、ナレーターはジミー・デュランテ、フロスティの声はコメディアンのジャッキー・ヴァーノン、ヒンケル教授の声はビリー・デ・ウルフが演じ、他にポール・フリーズとジューン・フォーリーが声の出演をした。 続編が3作作られており、1976年に「ウィンター・ワンダーランド」の歌にもとづく『フロスティのすてきな冬の国』が、1979年にRudolph and Frosty's Christmas in July が、2005年The Legend of Frosty the Snowmanが発表された。
1992年に発表されたFrosty Returnsは他の番組と違う世界線で作られており、ジョン・グッドマンがフロスティの声を担当している。

### 日本語の楽曲
小林純一作詞による日本語の歌詞をつけ、「風も雪もともだちだ」というタイトルで歌われることがある。このバージョンは、島津勲、内田順子、神崎ゆう子、齋藤彩夏などがカバーしている。
NHKの『みんなのうた』では、開始当初の1961年12月から翌1962年1月まで放送。編曲は真木信夫、歌は渡辺トモコ（後の藤尾友子、現：渡辺友子）とみすず児童合唱団で、映像にも出演した。「みんなのうた発掘プロジェクト」で音声が提供され、ラジオのみで2022年12月 - 2023年1月に61年振りの再放送となる。